# Чапома (река)
Ча́пома — река в России, протекает по территории Ловозерского и Терского районов Мурманской области. Относится к рекам юго-восточной части Кольского полуострова, впадает в Белое море. Длина реки — 113 км, площадь водосборного бассейна — 1110 км².
Протекая через Чапомские озёра, на многие километры речное русло становится порожистым, перепад высот на этом участке составляет 145 метров. Первыми значимыми порогами считаются пороги Борода.
Среднегодовой расход воды — 12,54 м³/с, половодье на реке наблюдается в мае-июне, межень с декабря по апрель. Максимальный среднемесячный расход за период наблюдений наблюдался в мае 1975 года — 113 м³/с
На реке расположен самый большой на Русском Севере водопад по протяженности и по высоте падения воды. Он находится в 12 км от устья, вода, срываясь тремя каскадами с высоты 15 м, образует множество разнообразных струй. Суммарный перепад высот превышает 30 метров.
В реке встречается кумжа и сёмга, рыба проходит в реку дважды летом и осенью.
Возле устья реки расположено одноимённое село — Чапома, других населённых пунктов на реке нет.

## Притоки
(км от устья)
- Захаров (пр)
- 17 км: Масловский (лв)
- Павловский (пр)
- 35 км: Чёрный (лв)
- 39 км: Западный Чёрный (пр)
- Лабазовый (лв)
- Травяной (лв)
- Казачий (пр)
- 76 км: Комарий (лв)
- 80 км: река без названия (лв)
- Южная Развила Чапомы (пр)